# Intérêt général
La formule intérêt général (ou intérêt public) désigne la finalité d'actions ou d'institutions censées intéresser et servir une population considérée dans son ensemble.
Formulée pour la première fois par Aristote dans sa Politique, pour qui « le bien en politique, c’est la justice, c’est-à-dire l’intérêt général », elle est depuis l'objet de multiples controverses et de polémiques.

## Histoire
En 1791, le député Isaac Le Chapelier, à l'origine de la loi supprimant les corporations et qui porte son nom, affirme : « Il n'y a plus de corporations dans l'État ; il n'y a plus que l'intérêt particulier de chaque individu et l'intérêt général ».

## Problème de définition
La distinction avec les notions voisines d'intérêt commun, d'intérêt public ou encore d'intérêt collectif, n'est pas évidente :
- L'intérêt commun désigne une finalité définie comme la résultante de l'ensemble des intérêts exprimés par les membres d'une communauté. Ce qui pose bien entendu la question de la légitimité de cette expression, en raison des difficultés à mettre en place des règles de prise de décision et un périmètre des membres de la communauté (exhaustivité, représentativité, sincérité…).
- L'expression « intérêt général » semble être apparue au milieu du XVIe siècle sous la plume des juristes et hommes d’État[3]. Deux conceptions de l'intérêt général co-existent :
  - La première conception, anglo-saxonne, définit l'intérêt général comme résultant de la somme des intérêts individuels et rejoint celle décrite ci-avant d'intérêt commun.
  - La deuxième conception, française, considère l'intérêt général comme une finalité d'ordre supérieur aux intérêts individuels, dont on sous-entend qu'elle dépasse l'intérêt commun dans la mesure où elle prétend être « quelque chose de plus ambitieux que la somme des intérêts individuels », soit une finalité à laquelle l'individu est censé se soumettre. Par exemple, quand il est tenu compte de l'intérêt des générations futures pas encore nées en plus de l'intérêt des personnes vivantes au moment de la décision. Ainsi, l'intérêt national correspond-il à l'intérêt de la Nation selon la formule d'Ernest Renan : « Avoir fait de grandes choses ensemble et vouloir en faire encore ».
- L'intérêt public concerne la mise en œuvre de l'intérêt général à travers le cadre juridique du droit public d'un pays ou d'une République. Il apparaît notamment dans les débats de la Révolution française, au cours de laquelle il tend à remplacer la notion plus ancienne d'utilité publique[4]. Il est, par définition, défendu par les différentes branches de l'autorité de l'État (Santé publique, Instruction publique, Sécurité publique, Monuments publics, Environnement, etc.) représentées en justice pénale par le ministère public. La fonction de ce dernier est d'intervenir dans des actions existantes, ou d'engager des actions nouvelles au nom de l'intérêt public, dans des causes pour lesquelles il n'y a pas d'intérêt particulier à agir[5]. 
Cette notion est au cœur des débats politiques, économiques. Elle est abondamment citée pour justifier l'existence de services publics, des actions publiques, des lois et règlements d'ordre public, ainsi que des réglementations touchant aux droits fondamentaux (par exemple dans le cadre du droit de propriété pour fixer les régimes des expropriations et des nationalisations). Elle met en jeu la finalité même de l'ensemble des collectivités publiques (depuis le niveau des collectivités locales jusqu'aux échelons les plus élevés de l'État).

### Intérêt public supérieur
Dans le domaine de l'accélération de la production d'énergie renouvelable dans l'Union européenne, un règlement précise que 

« 1) La planification, la construction et l'exploitation d'installations de production d'énergie à partir de sources renouvelables, le raccordement de ces installations au réseau, le réseau connexe proprement dit, ainsi que les actifs de stockage, sont présumés relever de l' intérêt public supérieur et de l'intérêt de la santé publique et de la sécurité publique lors de la mise en balance des intérêts juridiques dans chaque cas, aux fins de l'article 6, paragraphe 4, et de l'article 16, paragraphe 1, point c), de la directive 92/43/CEE du Conseil (5), de l'article 4, paragraphe 7, de la directive 2000/60/CE du Parlement européen et du Conseil (6) et de l'article 9, paragraphe 1, point a), de la directive 2009/147/CE du Parlement européen et du Conseil (7). Les États membres peuvent restreindre l'application de ces dispositions à certaines parties de leur territoire ainsi qu'à certains types de technologies ou de projets présentant certaines caractéristiques techniques, conformément aux priorités définies dans leurs plans nationaux intégrés en matière d'énergie et de climat. 
2) Les États membres veillent, au moins pour les projets reconnus comme présentant un intérêt public supérieur, à ce que, dans le cadre du processus de planification et d'octroi des permis, la construction et l'exploitation d'installations de production d'énergie à partir de sources renouvelables et le développement de l'infrastructure du réseau connexe soient prioritaires lors de la mise en balance des intérêts juridiques dans chaque cas. En ce qui concerne la protection des espèces, la phrase précédente ne s'applique que si et dans la mesure où des mesures appropriées de conservation des espèces contribuant au maintien ou au rétablissement des populations d'espèces dans un état de conservation favorable sont prises et des ressources financières suffisantes ainsi que des espaces sont mis à disposition à cette fin »

## Considérations administratives

### Intérêt public et intérêts communs
Pour les doctrines politiques utilitaristes et dans les constitutions des pays anglo-saxons, l'intérêt public est désigné comme bien commun (common wealth) et consiste en la maximisation du bonheur individuel de tous les membres d’un groupe, d’une communauté ou d'un pays.
Historiquement, avec l'Union européenne, la notion d'intérêt public tend à être remplacée par la notion d'intérêt commun qui est défini comme la conciliation des intérêts particuliers exprimés par des lobbies.[réf. nécessaire] Pourtant, tandis que la notion d'intérêt général semble bien présente au cœur des processus législatifs et réglementaires européen, même si peu présente dans les textes eux-mêmes, la Commission en a tenté une définition en 2003, en publiant le Livre vert sur les services d’intérêt général. Par ailleurs, le Ministère public et les différentes branches de l'Administration (Santé, Sécurité, Instruction publique, Culture, Justice, Environnement…) n'ont plus le monopole des actions publiques dans la mesure où des associations privées, voire des Organisations non gouvernementales, ont maintenant la possibilité d'agir ou d'intervenir dans des actions en justice pour défendre des principes ou des biens d'intérêt public (nature, liberté, antiracisme, etc.). Recevoir le nom d'association reconnue d'utilité publique permet donc de bénéficier d'une aide de l’État.

### Méthodes pour accroître l'intérêt général
Levier législatif et économique : en France la Conférence permanente des coordinations associatives, plus importante coordination d'associations, invite les législateurs à définir la notion de subvention d'intérêt général et à réformer la relation contractuelle entre associations et pouvoirs publics ; ce qui selon elle accroîtrait l'intérêt général.

## Critique du concept
En 1966, Jacques Ellul assimile le concept d'intérêt général à un moyen rhétorique utilisé par la classe bourgeoise pour imposer l'idéal du progrès, quoiqu'il en coûte aux individus :

« L'intérêt général, c'est le progrès technique ; même s'il n'a rien à voir avec l'intérêt des hommes, même si l'entreprise est extrêmement douteuse, même si on ignore en définitive les résultats de ce que l'on entreprend. Du moment que c'est un progrès technique, c'est l'intérêt général. Ne disons pas surtout : « le progrès technique s'effectue dans l'intérêt général ». Cette formule générale permettrait encore la discussion. Non ! dans l'esprit de nos contemporains, l'assimilation est entière : le progrès technique quel qu'il soit est en soi l'intérêt général »

En 1986, le politiste François Rangeon assimile le concept à une idéologie.
De même, un certain nombre de militants écologistes estiment que la notion d'intérêt général - malgré les dispositions légales qui le justifient - peut servir essentiellement à des intérêts strictement privés et que - malgré les résultats d'enquêtes qui tendent à prouver le contraire - l'utilité des projets n'est pas systématiquement prouvée. Ils dénoncent alors ce qu'ils appellent les « grands travaux inutiles ». L'exemple le plus connu en France est celui du Projet d'aéroport à Notre Dame des Landes, au nord de Nantes, qu'ils réussissent à faire abandonner en 2018.

## Droit par pays

### Suisse
En Suisse, la Constitution fédérale prévoit que « Le droit est la base et la limite de l’activité de l’État. L’activité de l’État doit répondre à un intérêt public et être proportionnée au but visé » (article 5).
Le principe de l'intérêt public est également une des conditions pour restreindre les droits fondamentaux : « Toute restriction d’un droit fondamental doit être justifiée par un intérêt public ou par la protection d’un droit fondamental d’autrui ».